# Ria van Veen
Maria van Veen –conocida como Ria van Veen– (1923-1995) fue una deportista neerlandesa que compitió en natación, especialista en el estilo libre. Ganó tres medallas en el Campeonato Europeo de Natación de 1938.

## Palmarés internacional
| Campeonato Europeo | Campeonato Europeo    | Campeonato Europeo | Campeonato Europeo |
| Año                | Lugar                 | Medalla            | Prueba             |
| ------------------ | --------------------- | ------------------ | ------------------ |
| 1938               | Londres (Reino Unido) | Medalla de plata   | 400 m libre        |
| 1938               | Londres (Reino Unido) | Medalla de plata   | 4 × 100 m libre    |
| 1938               | Londres (Reino Unido) | Medalla de bronce  | 100 m libre        |